# Shahrasti
Shahrasti (en bengali : শাহরাস্তি) est une upazila du Bangladesh dans le district de Chandpur. En 1991, on y dénombrait 180 643 habitants.